# Валчев, Васил
Васил Димитров Валчев (болг. Васил Димитров Вълчев; 8 декабря 1906, Арда, Смолянская область — 26 апреля 1944, Брянск, Орловская область) — болгарский военнослужащий, участвовавший в битве за Москву в период Великой Отечественной войны в составе 2-го батальона Отдельной мотострелковой бригады особого назначения НКВД СССР. Находился в группе Станке Димитрова.

## Биография
Васил Валчев родился 8 декабря 1906 года в селе Арда Смолянской области.
В 1925 году стал членом Болгарской коммунистической партии (БКП). Он был посажен в тюрьму за нелегальную комсомольскую деятельность, проводившуюся в период с 1925 по 1926 год.
С 1928 по 1936 год Васил Валчев являлся руководителем подпольной борьбы БКП против фашизма в Пловдиве. С 1934 года он нелегально проживал и работал в Софии. В 1935—1936 годах — секретарь областного комитета БКП в Софии. Васил Валчев писал стихи под псевдонимом Битков.
В 1936 году Васил Валчев переехал в СССР. Он участвовал в социалистическом строительстве, а также проводил политическую работу среди проживавших в Советском Союзе болгарских политэмигрантов.
В годы Великой Отечественной войны сражался в битве за Москву. Прошёл специальную военную и политическую подготовку для действий в тылу войск Нацистской Германии. Был зачислен в группу болгарского политика и активиста Станке Димитрова, носившего псевдоним «Марек».
Васил Валчев погиб в самолётной катастрофе над Брянском 26 августа 1944 года.